# رولان ديون
رولان ديون هو سياسي كندي، ولد في 5 يوليو 1938 في كندا، وتوفي في 6 يونيو 2011. حزبياً، نشط في الحزب الليبرالي الكندي. وقد انتخب عضو مجلس العموم الكندي.